# Frank Wolf (Fußballspieler)
Frank Wolf (* 9. Mai 1968) ist ein ehemaliger deutscher Fußballspieler.

## Karriere
Wolf wechselte 1990 vom VfB Kiel (Verbandsliga) in die Bundesliga zum FC St. Pauli. Im Oberhaus des deutschen Fußballs gab Wolf am 4. Spieltag der Saison 1990/91 gegen Bayer 05 Uerdingen sein Debüt. Im weiteren Saisonverlauf kam er regelmäßig zum Einsatz, er absolvierte 22 Spiele. Sein einziges Tor gelang ihm am 9. Spieltag gegen den späteren Meister 1. FC Kaiserslautern: Es war das Siegtor, das Spiel wurde von Pauli 1:0 gewonnen. Zu Spielzeitende landete Wolf mit seinen Mitspielern auf dem Relegationsplatz. In den folgenden Spielen setzten sich die Stuttgarter Kickers gegen Pauli durch, somit stiegen die Hamburger ab. In dieser Saison kam er auch zu zwei Einsätzen im DFB-Pokal für den FC. St. Pauli. In der 2. Bundesliga kam Wolf zunächst nicht zum Zuge. Er wurde an den ungarischen Verein Bányász Siófok ausgeliehen. Als Siófok zahlungsunfähig war, kehrte er im Januar 1992 zu St. Pauli zurück. Er bestritt für die Hamburger in der Aufstiegsrunde zur Bundesliga im April und Mai 1992 drei Spiele und in der Saison 1992/93 noch drei Spiele in der zweiten Liga. Anschließend kehrte er 1993 zurück nach Kiel zu Holstein Kiel, wo er bis 2001 spielte. Für die Störche kam er auch am 13. August 1994 im DFB-Pokal bei der 0:2-Niederlage gegen den 1. FC Saarbrücken zu einem Einsatz. Danach war er kurz beim TuS Felde, bevor er seine Karriere beim TSV Altenholz, für den er bis 2005 aktiv war, ausklingen ließ.